# Хитна помоћ (филм из 2009)
„Хитна помоћ“ је српски филм из 2009. године. Режирао га је Горан Радовановић, који је написао и сценарио. Филм је премијерно приказан на Филмском фестивалу „Cinema city“ у Новом Саду у 12. јуна 2009. Филм Хитна помоћ завршио је на шестом месту на листи најгледанијих српских филмова 2009. године.

## Радња
Ово је савремени историјски филм, који осликава драматику дубоких промена српског друштва с почетка века. Причу о слому последњег европског тоталитаризма 2000. године, до пуцања крхке српске демократије пред предворје Европске уније седам година касније, пратимо кроз развој службе Хитне помоћи. Овај развој је дат кроз три различите приче, у три различита времена, са међусобно повезаним и условљеним ликовима, а ту је и један сан...

## Улоге
| Глумац              | Улога                         |
| ------------------- | ----------------------------- |
| Весна Тривалић      | Вера                          |
| Ненад Јездић        | Горан                         |
| Наташа Нинковић     | Татјана Лончар                |
| Соња Колачарић      | Нада                          |
| Танасије Узуновић   | Симо Лончар                   |
| Вук Маркићевић      | син Татјане Лончар            |
| Борис Исаковић      | Надин отац                    |
| Марко Павловић      | Мики                          |
| Предраг Бајчетић    | заменик министра здравља      |
| Јелена Ступљанин    | норвешка хуманитарка          |
| Милица Спасојевић   |                               |
| Никола Пејаковић    | доктор у Хитној помоћи        |
| Младен Андрејевић   | предавач на курсу рачунарства |
| Рада Ђуричин        | докторка у Хитној помоћи      |
| Предраг Неговановић | доктор у Хитној помоћи        |
| Јасмина Вечански    | медицинска сестра             |
| Петар Краљ          |                               |
| Горан Радаковић     | директор                      |
| Ева Рас             | диспечерка                    |
| Душица Жегарац      | офталмолог                    |
| Снежана Никшић      | астроном                      |
| Милан Станковић     | свештеник                     |
| Лука Кнежевић       | ђакон                         |
| Теодора Миљковић    | девојчица                     |
| Стефан Трифуновић   | полицајац                     |
| Новица Милосављевић | полицајац                     |
| Милан Арсић         | шофер                         |
| Ђорђе Мишић         | демонстрант                   |
| Славиша Ивановић    | техничар                      |
| Тања Мемеди         | ТВ водитељка                  |
| Ивон Јафали         | ТВ новинарка                  |
| Дејан Петрошевић    | родитељ                       |
| Ђорђе Бранковић     | Официр                        |